# Sulyoktáska
A sulyoktáska vagy kövi sulyoktáska (Aethionema saxatile) a káposztafélék családjába tartozó, a mediterrán térségben és Közép-Európában honos, sziklagyepekben élő növény. 

## Megjelenése
A sulyoktáska 5-25 cm magas, lágyszárú, kétéves vagy évelő növény. A levelek ép szélűek, szürkészöld színűek, kissé húsosak, a felsők szálas-lándzsásak, az alsók fordított tojásdadok, keskenyedő vállúak. 
Áprilistól júniusig virágzik. Virágzata a hajtások végén található fürt. Apró virágainak négy, 2-4 mm-es szirma rózsaszínű, ritkán fehér, erezetük kissé sötétebb. A négy hosszabb porzószál szárnyas élű. 
Termése 5-7 mm-es barnásvörös, kicsípett csúcsú, lekerekített szárnyú, sugarasan erezett becőke. 

## Elterjedése
Dél- és Közép-Európában, Kis-Ázsiában és Észak-Afrikában honos. Magyarországon a Gerecsében, a Vértesben, a Bakonyban, a Balaton-felvidéken, a Keszthelyi-hegységben ismertek állományai.

## Életmódja
Száraz sziklagyepekben, nyílt dolomit-sziklagyepekben, sziklafüves lejtőkön, karsztbokorerdőkben fordul elő. Mészkedvelő. 
Magyarországon védett, természetvédelmi értéke 5000 Ft.

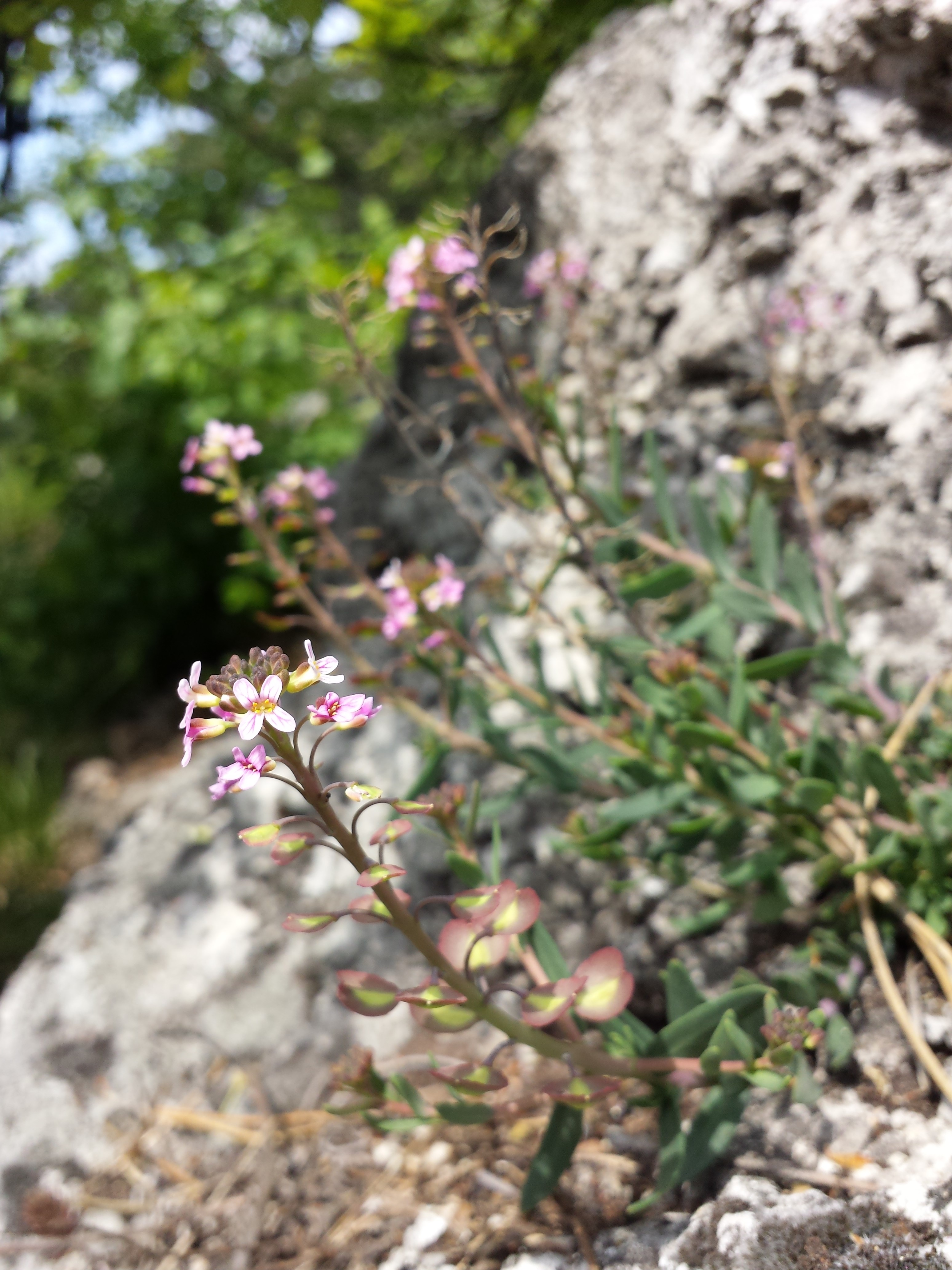
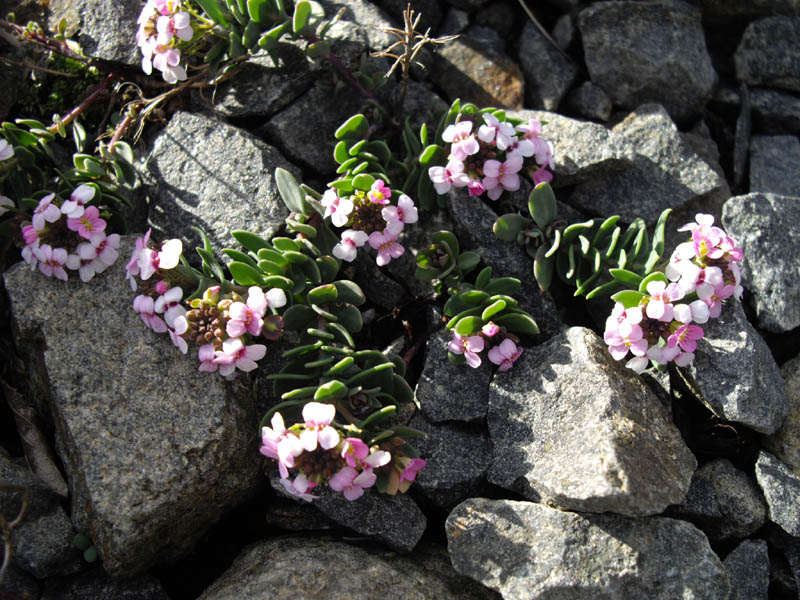
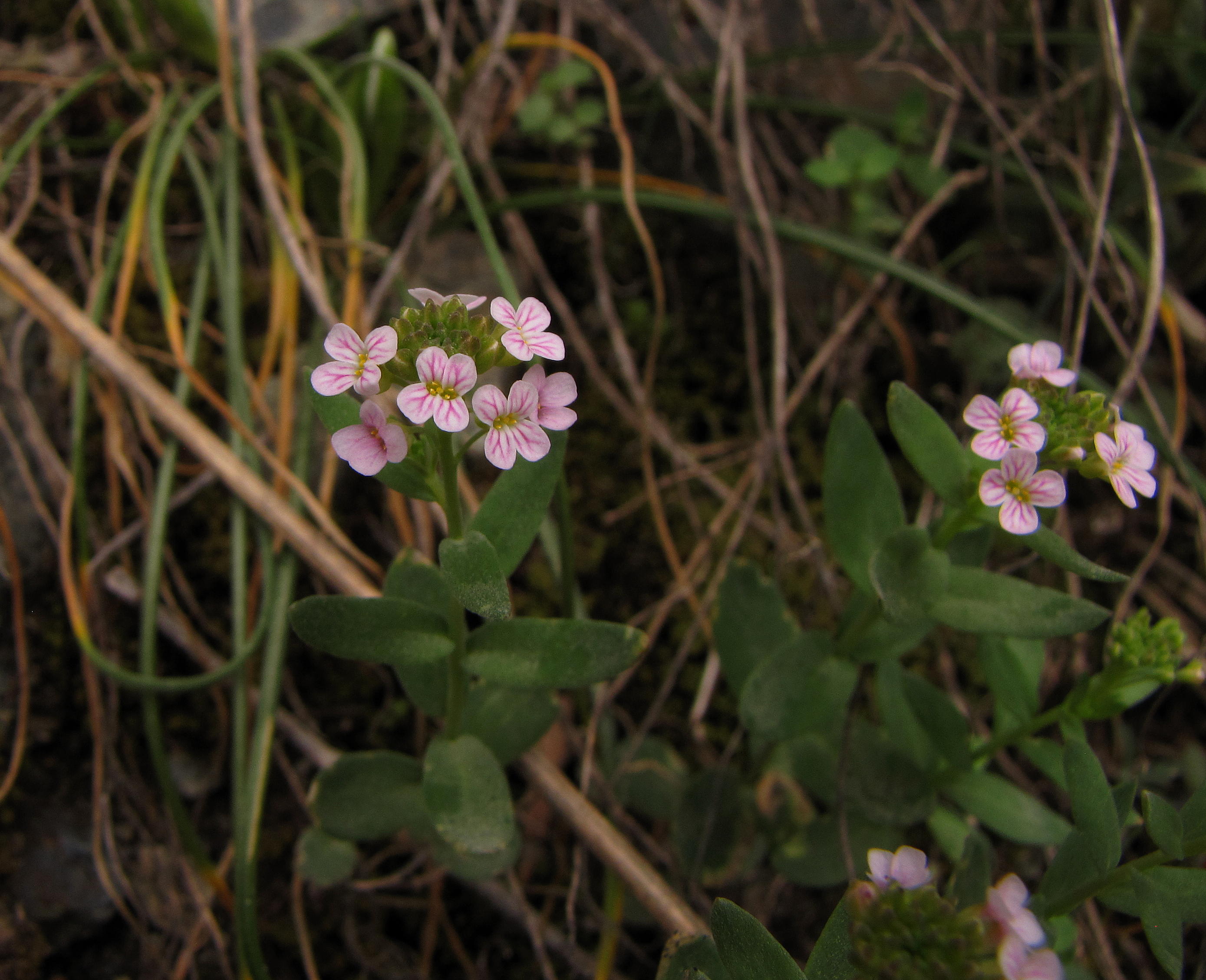
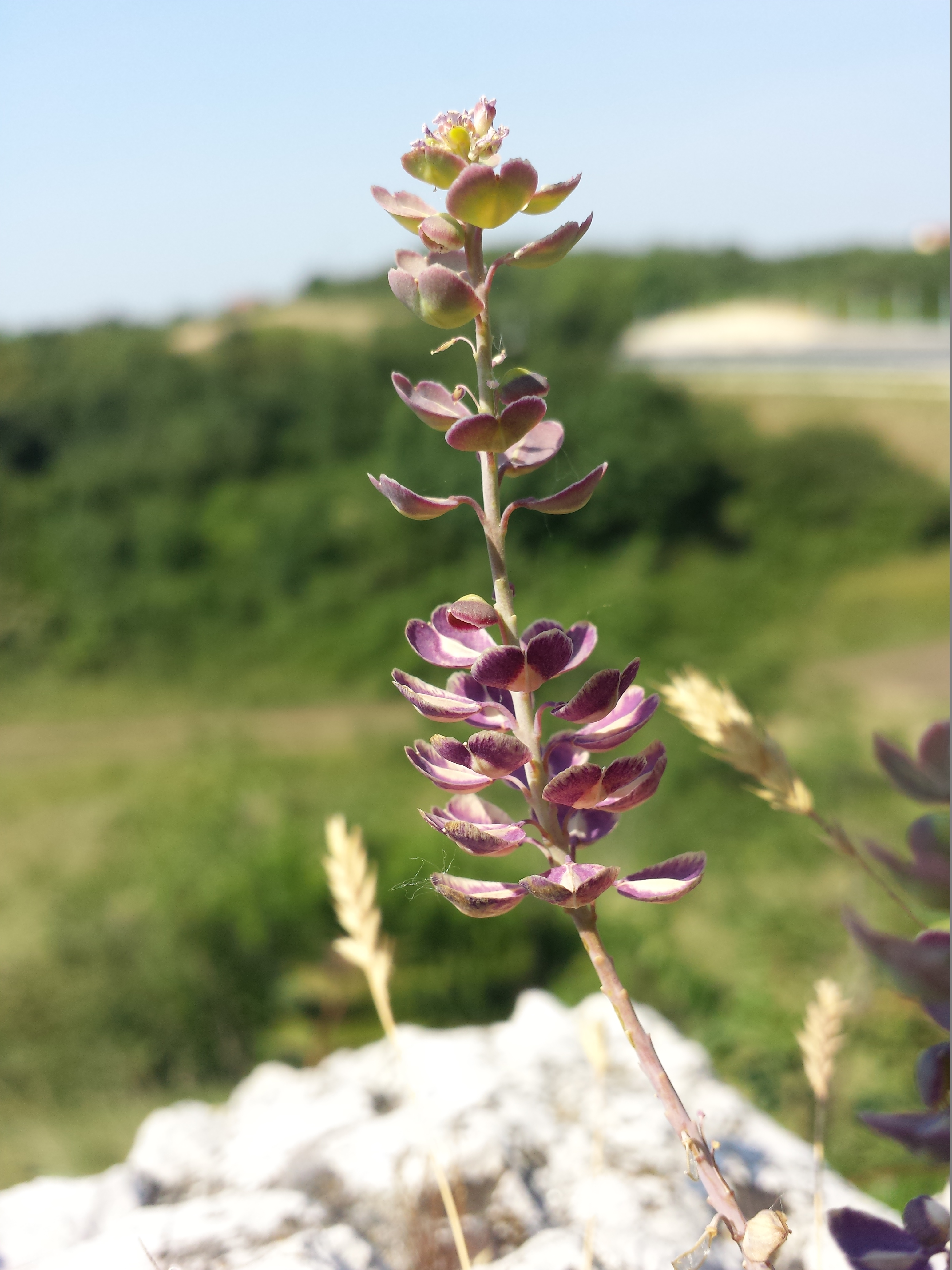
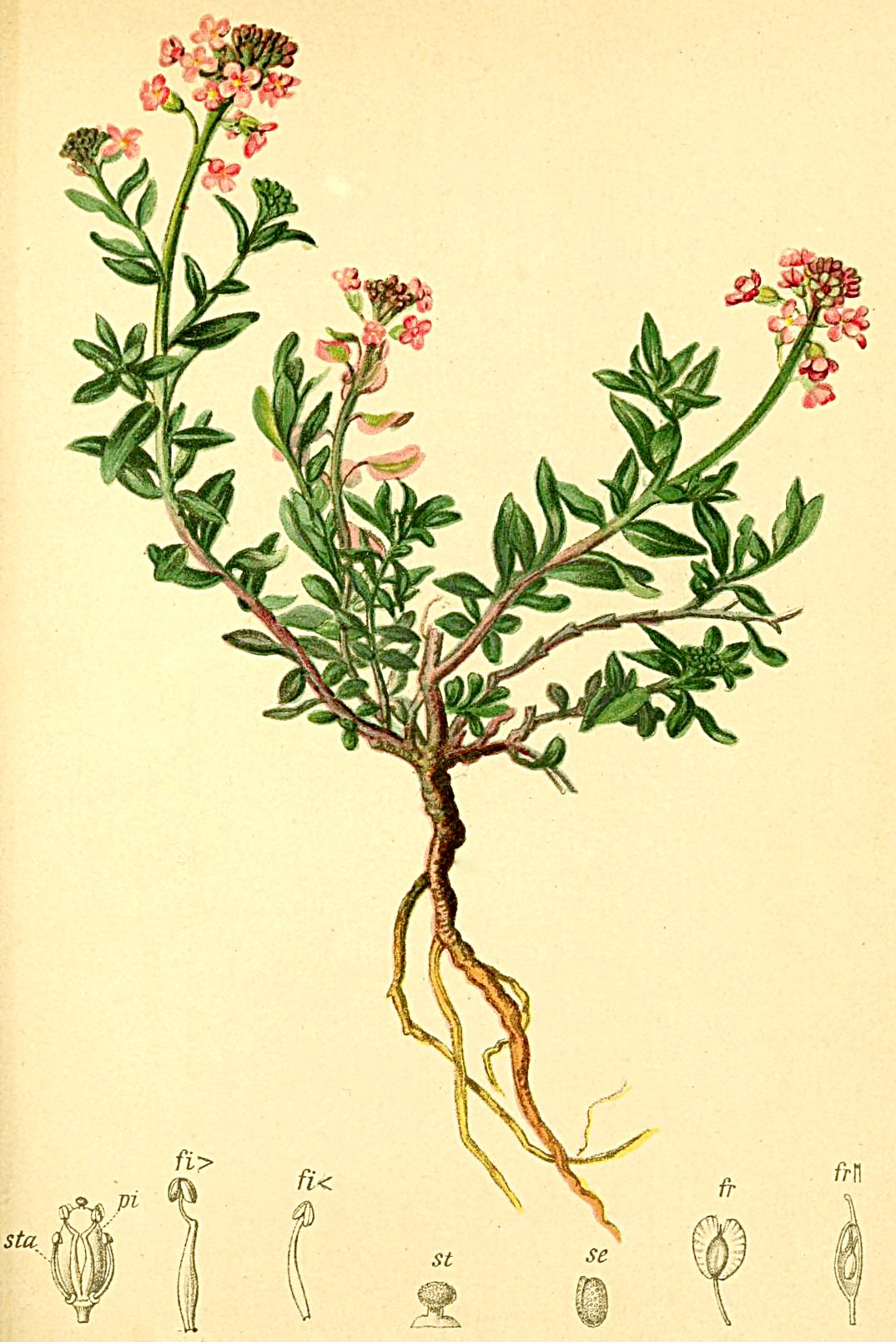